# Geschichte der Stadt Bozen

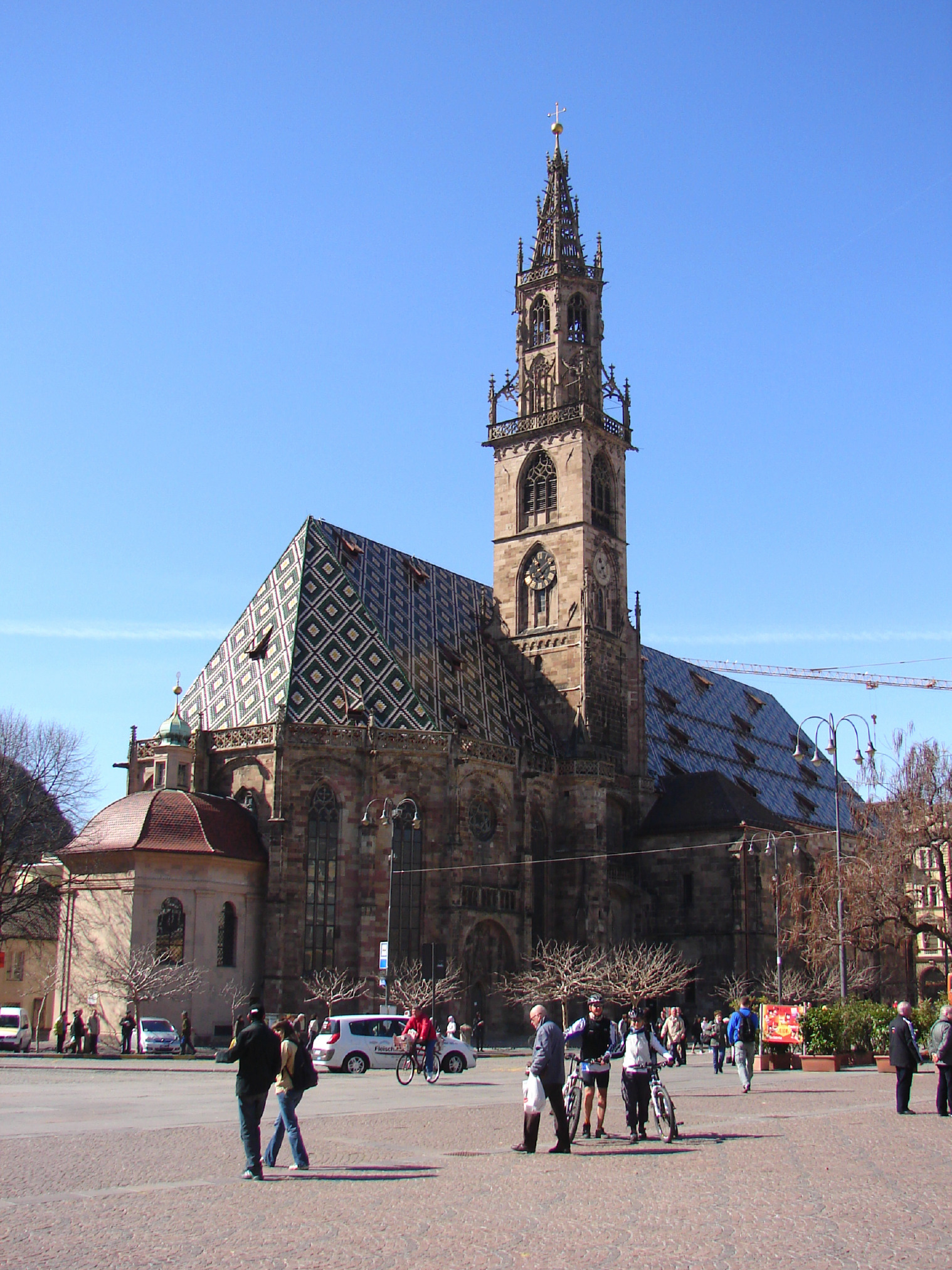
Dom von Bozen

Die Geschichte der Stadt Bozen umfasst die Entwicklungen auf dem heutigen Gebiet der Stadt Bozen von der ersten Besiedlung bis zur Gegenwart. Die näherhin urbane Geschichte beginnt hingegen erst mit der Gründung einer planmäßigen Straßenmarktsiedlung um 1170/1180 – in der Spätzeit der Herrschaft Kaiser Friedrichs I. Barbarossa – durch die Bischöfe von Trient. Die zeittypische Anlage wurde mit zentralem Getreidemarkt (dem Kornplatz) und (abgegangener) Stadtburg errichtet. Die Bischöfe versuchten damit einen von ihnen kontrollierten Handelsplatz im Bozner Talkessel zu schaffen, dessen Kontrolle sie allerdings rasch mit den Grafen von Tirol teilen mussten und in der Folge an diese verloren. Bozen war von Anfang an als überregionaler Handelsplatz konzipiert, dessen Märkte im Jahr 1202 zwischen den Bischöfen von Brixen und jenen von Trient vertragsrechtlich geregelt wurden. Durch seine günstige Verkehrslage konnte sich Bozen gegen Trient, Meran, Gries und Innsbruck durchsetzen und entwickelte sich zum bedeutendsten Handelszentrum Tirols. Die Errichtung des Merkantilmagistrats durch die Tiroler Landesfürstin Erzherzogin Claudia von Medici im Jahr 1635 wirkte sich positiv auf das Fortbestehen des Fernhandels aus.
Ab 1800 verlor Bozen seine internationale Bedeutung zusehends. Angesichts dieses Niedergangs wurde der Merkantilmagistrat 1851 in eine Handelskammer umgewandelt. Erst in der zweiten Hälfte des 19. Jahrhunderts erlebte die Stadt einen neuen Aufschwung und in der Ära Perathoner eine regelrechte Gründerzeit. Nach über fünf Jahrhunderten habsburgischer Herrschaft fiel Bozen zusammen mit dem südlichen Tirol 1919/20 an das Königreich Italien. Nach der Machtergreifung des Faschismus im Jahr 1922 wurde Bozen im Zuge einer massiven Italianisierungskampagne baulich stark verändert und räumlich erweitert. 1927 wurde Bozen Hauptstadt Südtirols, 1964 Bischofssitz der neu gegründeten Diözese Bozen-Brixen, 1997 mit der Freien Universität Bozen Universitätsstadt.

## Antike und frühes Mittelalter

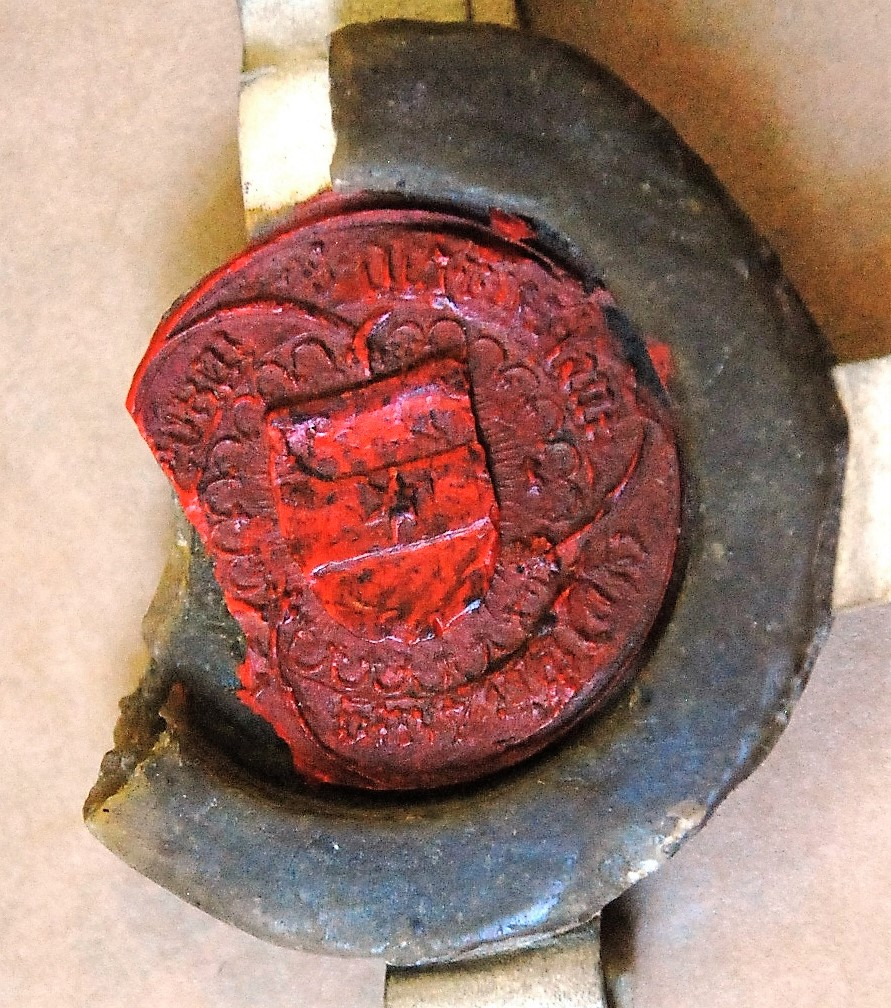
Bozens Stadtsiegel aus dem Jahr 1488 mit dem Stadtwappen (mit sechsstrahligem Stern belegter Balken im Halbrundschild)

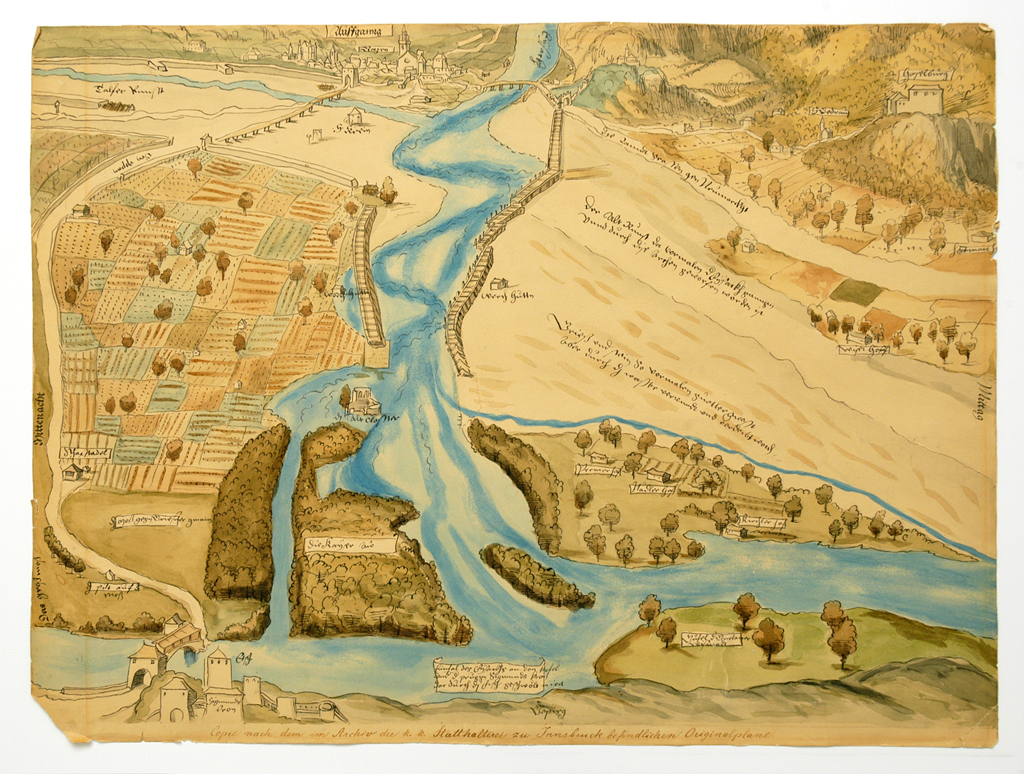
Älteste Bozner Stadtansicht von 1541, angefertigt von Bürgermeister Leonhard Hörtmair zur Dokumentation von Überschwemmungsschäden

Der Talkessel von Bozen war im frühen Mittelalter wegen seiner Sümpfe und häufigen Überschwemmungen weitgehend unbewohnbar. Es gab jedoch schon zur Römerzeit eine nicht näher lokalisierbare militärische Straßenstation namens Pons Drusi (benannt nach Drusus, der auf seinem Germanienfeldzug vermutlich hier vorbeigekommen ist) sowie eine Siedlung in der Umgebung des heutigen Domes, wo man Reste einer frühchristlichen Kirche und einiger Gebäude aus dieser Zeit gefunden hat. Diese Siedlung hieß wahrscheinlich Bauzanum, wohl nach einem der ersten Bewohner, der Baudius oder ähnlich geheißen hat. Als Einwohner kann man romanisierte Räter annehmen. Die Siedlungen im Tal wurden während der Völkerwanderung, als zeitweise die Langobarden ihren Herrschaftsbereich hierher ausdehnten, zugunsten befestigter Anlagen an erhöhter Stelle aufgegeben. In jener Zeit hat es vermutlich auf dem Virgl eine befestigte Siedlung gegeben. Für diesen Siedelpunkt (castrum Bauzanum) ist für das Jahr 680 ein bairischer Graf von Bozen (comes Baioariorum quem illi gravionem dicunt) in der Langobardengeschichte von Paulus Diaconus bezeugt. Im Jahr 769 hat hier Herzog Tassilo III. – in Bauzono rediente de Italia (also „zu Bozen auf der Rückkehr aus Italien“, d. h. bereits im bayerischen Gebiet) – die Gründung des Stifts Innichen beschlossen. Zeugnis davon gibt freilich nur mehr die Vigiliuskirche am Virgl, die aus jener Zeit stammt und somit die älteste bestehende Kirche im Raum Bozen ist. Ihr Name weist darauf hin, dass die Kirche von Romanen oder Langobarden errichtet wurde, da der Heilige Vigilius ein Bischof von Trient war.
Seit dem Frühmittelalter verfügen bayerische Hochstifte und Klöster über ausgedehnten Grundbesitz im Bozner Raum. So sind bereits im Jahr 855 Weingärten ad Pauzanam im Besitz des Hochstifts Freising bezeugt. Weitere bedeutende Grundbesitzer waren St. Ulrich und Afra, Kloster Schäftlarn und Kloster Tegernsee, die jeweils auch kolonisatorisch tätig wurden. Der Tegernseer Patron Quirinus verlieh dem Stadtteil Quirein seinen Namen.

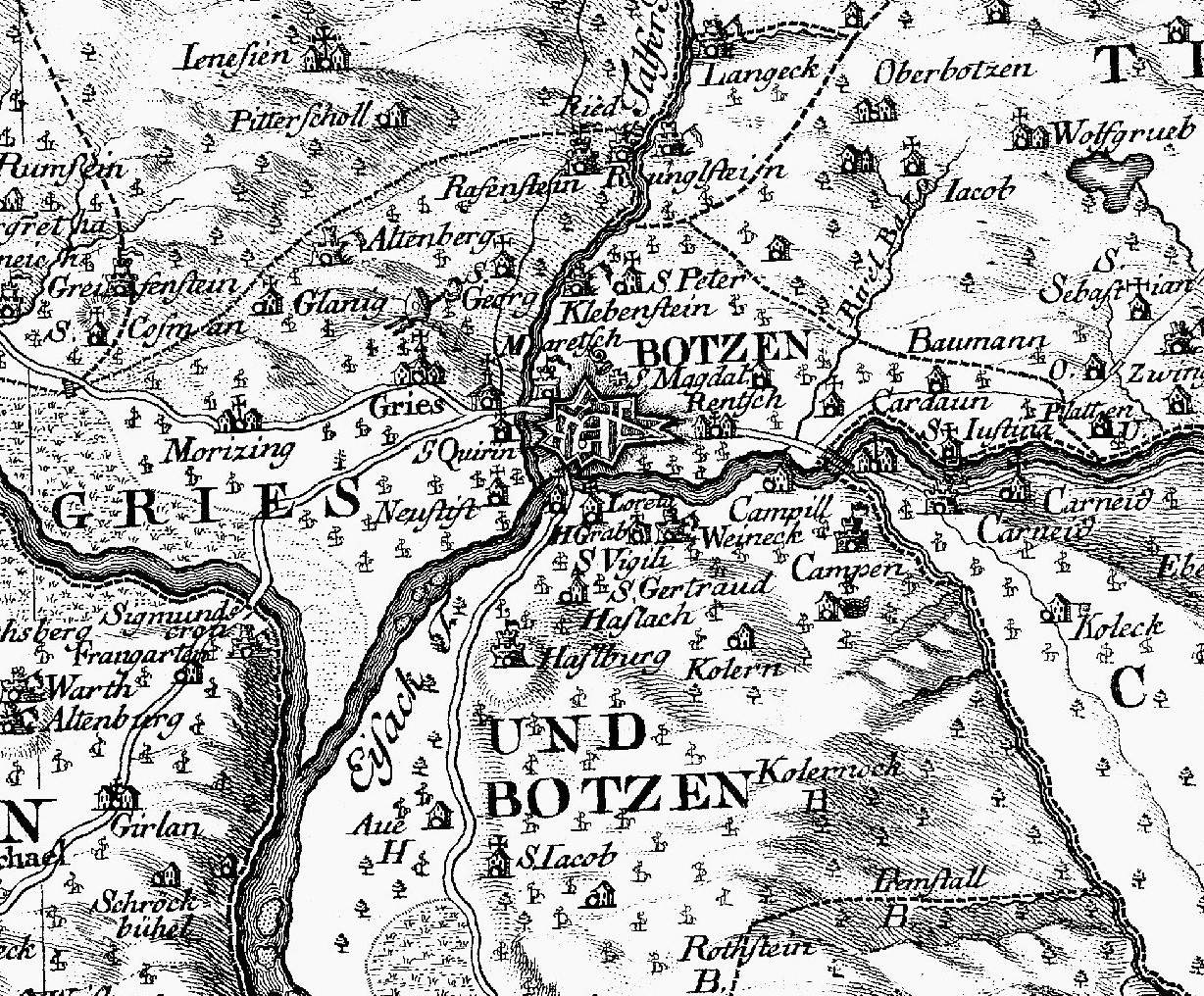
Der verdichtete Bozner Zentralraum im Atlas Tyrolensis von 1774

Das Bozner Becken fasziniert mit seinem einzigartigen Burgenreichtum. Rund 40 Burganlagen auf engstem Raum bilden die größte Burgendichte Europas. Seit dem 12. Jahrhundert wurden im Bozner Becken von adeliger Hand Burgen errichtet, meist an exponierten Punkten, um Prestige, Reichtum und weltliche Macht dieser Familien sichtbar zu machen. Anlagen wie Greifenstein, Rafenstein oder Weineck wurden an strategisch günstig gelegenen Stellen erbaut; sie verbanden den Anspruch politischer Macht mit Funktionen der Rechtsprechung und Steuereinhebung und rückten an die Seite der Altburgen vom Typ Sigmundskron. Abgaben wurden großteils in Naturalien geleistet, weshalb im Burgbereich auch Ställe und Lager für Getreide und Wein vorhanden waren.
Die Bischöfe von Trient gaben die Grafschaft im 12. Jahrhundert bis ca. 1170 an die Vögte des Bistums Brixen (die „Arnoldinger“) zu Lehen: Arnold, Vogt von Brixen (ca. 1077 bis ca. 1107), wird Graf von Bozen. Er war ein Sohn des Arnolf, der ca. 1050–1070 Vogt des Bischofs Altwin von Brixen gewesen war. (Arnolf soll ein Sohn von Arnold, Graf im Ober-Isartal – ca. 974 bis nach 1027 – und dieser wiederum ein illegitimer Sohn Herzog Heinrichs II. von Bayern aus dem Hause der Liudolfinger gewesen sein.) Auf ihn folgten Graf Arnold II. (gest. 1125), verheiratet mit Irmgard von Eppan, und sodann deren Sohn Arnold III. (gest. 1173), der auch Graf von Greifenstein und Morit und mit Mathilde von Valley verheiratet war. Das Paar blieb kinderlos, und die Vogtei der Kirche von Brixen ging auf die Grafen von Tirol über, die als fürstbischöfliche Vögte auch die Herrschaft über Bozen ausübten. Die Vogteigewalt wurde so für die Grafen von Tirol zur Voraussetzung, um spätestens bis zur Mitte des 13. Jahrhunderts auch die politische Herrschaft in dieser und in anderen Grafschaften der Fürstbischöfe von Trient bzw. von Brixen erfolgreich zu usurpieren und dauerhaft in Besitz zu nehmen. Die letzte Nennung der Grafschaft Bozen datiert von 1242, in der Folge wurde daraus das landesfürstliche Landgericht Gries (urkundlich 1272) mit dem Stadtgericht Bozen.
Im Spätmittelalter verlagerte sich auch im Tiroler Raum die politisch-ökonomische Macht in die Städte Bozen, Meran und Brixen und an den landesfürstlichen Hof nach Schloss Tirol (ab circa 1420 nach Innsbruck). Gleichzeitig etablierten sich die Märkte und setzte sich die Geldwirtschaft definitiv durch. Das 14. und 15. Jahrhundert bedeutete somit einen Funktionswandel für die Burgen im Bozner Raum. Viele von ihnen wurden dem Verfall preisgegeben. Dieses Schicksal traf beispielsweise die Burg am Johanneskofel und Walbenstein. Andere Burgen, wie Schloss Runkelstein, Haselburg oder Schloss Maretsch wurden im Stil der Gotik und Renaissance zu Schlössern umgebaut.
Die wohlhabenden Bürger jener Zeit haben sich selbst auch einige Denkmäler gesetzt, so finden in der Pfarrkirche (seit 1964 Conkathedrale) mehr Menschen Platz als in jeder anderen Kirche zwischen Verona und München. Die Kaufmannsfamilie Vintler hat 1388 mit dem Ankauf von Schloss Runkelstein versucht, eine dem Adelsrang gleichrangige Stellung zu erlangen.

## Gründung, Stadtwerdung und frühe Entwicklung

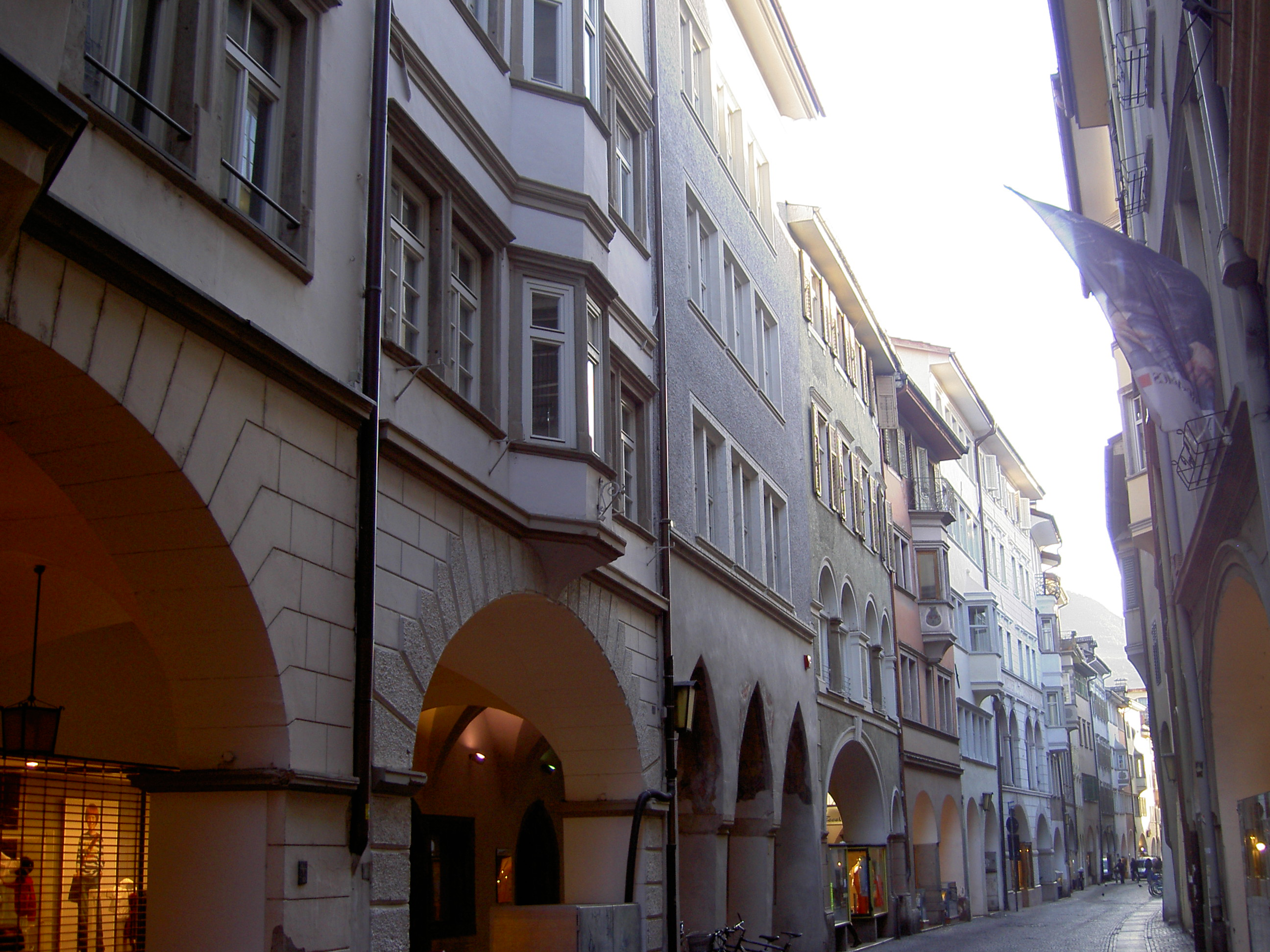
Bozner Lauben

Die frühere Grafschaft Bozen (comitatus Bauzanum – entsprach in etwa den heutigen Gemeinden Bozen, Leifers, Terlan, Mölten, Jenesien, Sarntal, Teilen von Karneid und Deutschnofen) wurde um 1027 im Zuge der ottonisch-salischen Reichskirchenpolitik von Kaiser Konrad II. dem Hochstift Trient unterstellt, zusammen mit der Grafschaft Vinschgau. Die Bischöfe bzw. ihre Vögte waren nun für die Sicherung der Brennerroute zuständig, da ihnen bzw. den Brixner Kirchenfürsten zeitgleich auch die Grafschaften Brixen und Trient übertragen worden waren. Zu dieser Zeit wurde die Grenze zwischen dem Hochstift Trient und dem Hochstift Brixen entlang des Breibachs, 10 km nordöstlich von Bozen, festgelegt.
Zunächst bestanden im Bozner Raum die Dorfsiedlung Bozen, die von der Ausdehnung ungefähr der heutigen Katastralgemeinde Zwölfmalgreien entsprach, sowie präkommunale Siedlungspunkte, insbesondere in der Nähe von Marienpfarrkirche und Eisackübergang, an denen auch Markttätigkeit nachweisbar ist. Im Jahr 1210 treten die Bozanenses, die Einwohner Bozens, urkundlich in Weinverzollungsbestimmungen des Trienter Bischofshofes in Erscheinung.
Die bischöfliche Burg wurde am Kornplatz errichtet, um die Macht der Trienter Bischöfe nach der Konradinischen Schenkung zu festigen. Die Grundmauern werden dem 12. Jahrhundert zugeschrieben, allerdings fanden sich dort auch Münzen des 11. Jahrhunderts. Der Bergfried aus behauenen Bruchsteinen wurde unweit vom heutigen Waltherplatz am Kornplatz errichtet. Zur Burg gehörten ein Palas und eine spätere Kapelle. Ausgehend von der Burg wurde die städtische Marktsiedlung Bozen nach Erkenntnissen der neueren Stadtgeschichtsforschung um 1170/80 gegründet und bestand ursprünglich nur aus einer Straße (der heutigen Laubengasse) und einem Platz (dem nördlichen Teil des heutigen Kornplatzes samt Stadtburg und St.-Andreas-Kapelle). Die Häuser der Händler entstanden nach einem im süddeutschen Raum weit verbreiteten Plan mit einer schmalen Front an der Straße von etwa 6 m und einer Länge des Grundstücks von etwa 20 m nach hinten, mit Lagern, Ställen und Knechtsgebäuden. Die Bozner Lauben wurden zunächst aus Holz errichtet, aber nach einem Stadtbrand von 1224, bei dem 150 Menschen starben und auch die bischöfliche Burg verbrannte, durch Mauergewölbe ersetzt.
Um 1200 entstand die bischöfliche Neustadt mit der Anlage weiterer Gassen (heute Silbergasse, Dr.-Streiter-Gasse, Obstmarkt). Um 1210 gründeten die Herren von Wangen im Osten und Norden des bischöflichen Marktes eine eigene Vorstadt (heute Weintraubengasse, Bindergasse und Vintlerstraße).

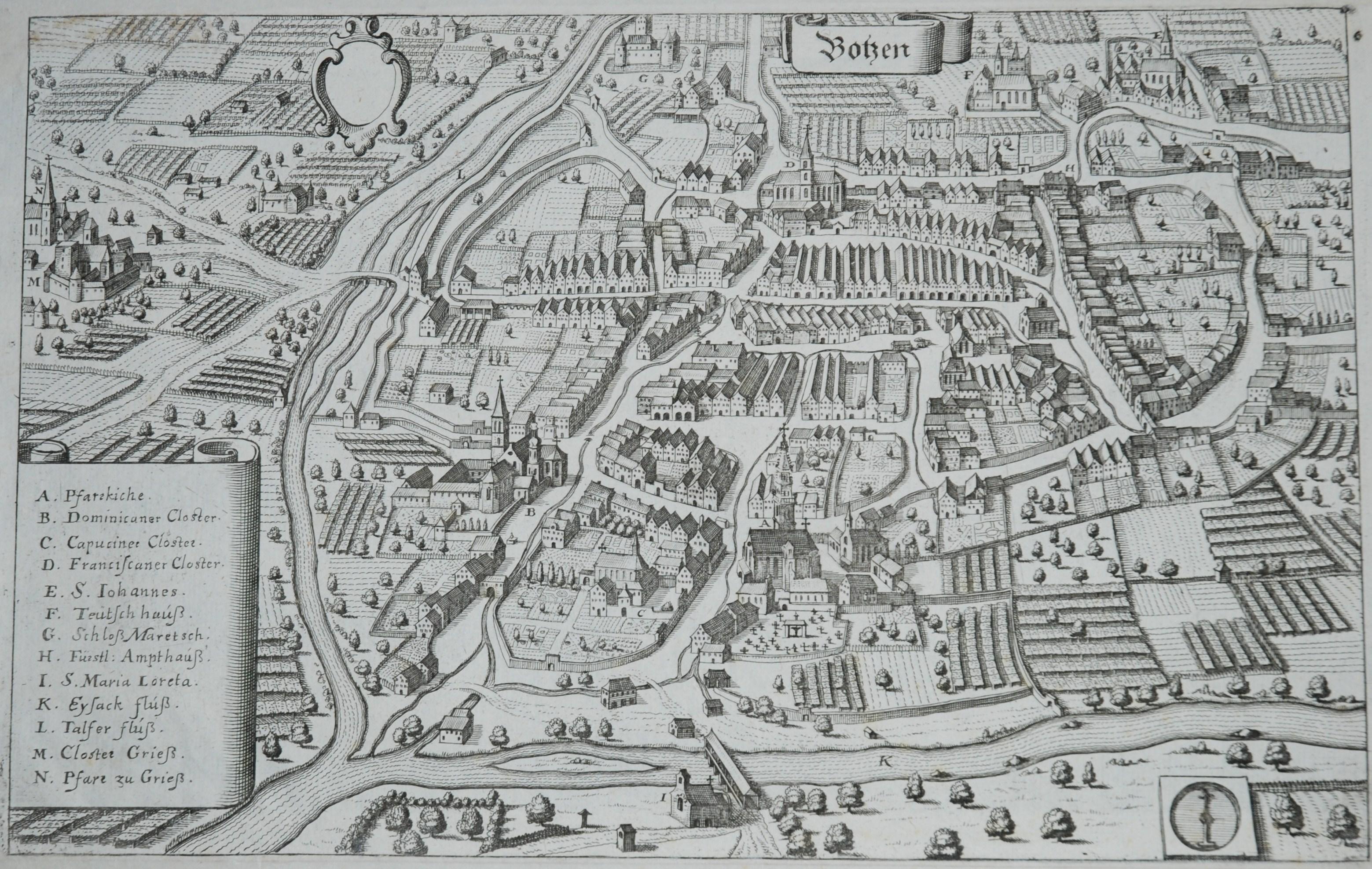
„Botzen“, Kupferstich von Matthäus Merian, 1649

Bozen ist seit seiner Gründung vor mehr als 800 Jahren und späteren Erhebung zur Stadt eine Handelsstadt, die günstig zwischen den ehemals bedeutenden Handelsdrehkreuzen Venedig und Augsburg liegt. Die großen jährlichen Messen, zu denen Handelsleute aus Nord und Süd nach Bozen kamen, sind 1202 erstmals urkundlich erwähnt. Wein und Handel bildeten die Haupteinnahmequellen. Im Gesamttiroler Urbar Graf Meinhards II. von 1288 ist ausdrücklich von der „stat ze Potzen“ die Rede.
Die verkehrsmäßig günstige Lage Bozens wurde durch den Bau des Kunterswegs (1314) noch vorteilhafter und bedeutete für Meran eine große Handelseinbuße, weil die Wege über Reschenpass und Jaufenpass dadurch zweitrangig geworden waren.
1357 wurde der von Graf Otto von Tirol in Gries als Konkurrenz errichtete Andreasmarkt nach Bozen verlegt, so dass es dort nun drei große Märkte gab.
1381 erhielt Bozen von Herzog Leopold III. von Österreich zusammen mit einem Ratsprivileg sein Stadtwappen: Es zeigt den umgekehrten österreichischen Bindenschild als Zeichen der landesfürstlichen Zugehörigkeit der Stadt, wobei der rote Balken mit einem sechszackigen goldenen Stern belegt ist, vermutlich als Hinweis auf die Gottesmutter Maria (stella maris), die Hauptpatronin der Stadtpfarrkirche. Im Jahr 1442 erteilte König Friedrich III. Bozen ein wichtiges Stadtratsprivileg, die als „regelrechte kommunale ‚Magna Carta‘“ gilt.

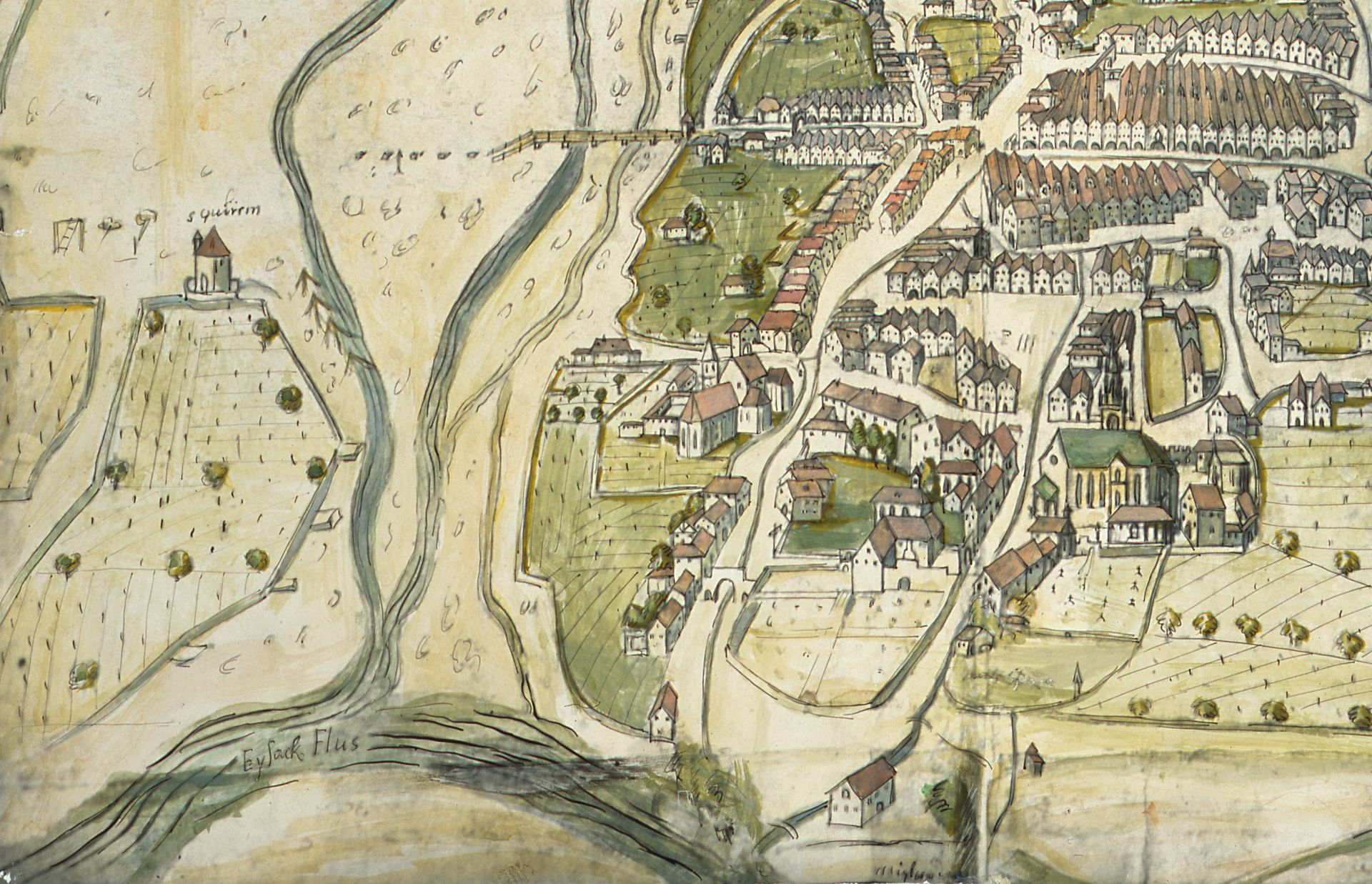
Stadtansicht Bozens von Ludwig Pfendter aus dem Jahr 1607, überliefert in Matthias Burgklechners Tirolischem Adler

Ein förmliches Bozner Stadtrecht ist erst aus dem Jahr 1437, wenngleich nur in abschriftlicher Form, überliefert; es umfasst 104 Artikel und regelt vor allem marktwirtschaftliche, gewerbepolizeiliche und sicherheitsrechtliche Materien.
Ein Großbrand vernichtete am 19. Februar 1483 weite Teile der Innenstadt; nach dem Augenzeugenbericht des gerade in der Stadt anwesenden Mantuaner Kaufmanns Giovanni Giacomo Arrigoni seien im Altstadtbereich nur sechs Häuser von der Wut des Feuers verschont geblieben.
Erzherzog Sigmund der Münzreiche verlegte 1487 aus Anlass seines Krieges mit der Republik Venedig die Bozener Märkte nach Mittenwald. Wohl zum Ausgleich wurde trotz heftiger Proteste der Meraner deren Fronleichnamsmarkt im Jahr 1501 in das von den Fernhändlern bevorzugte Bozen transferiert.
In der Zeit zwischen 1470 und 1540 ist die Existenz eines städtischen Bordells, des sog. „Frauenhauses“, gesichert; es wurde im Zuge der Reformation, die zeitweilig auch Bozen erfasste, vom Stadtrat wieder geschlossen.

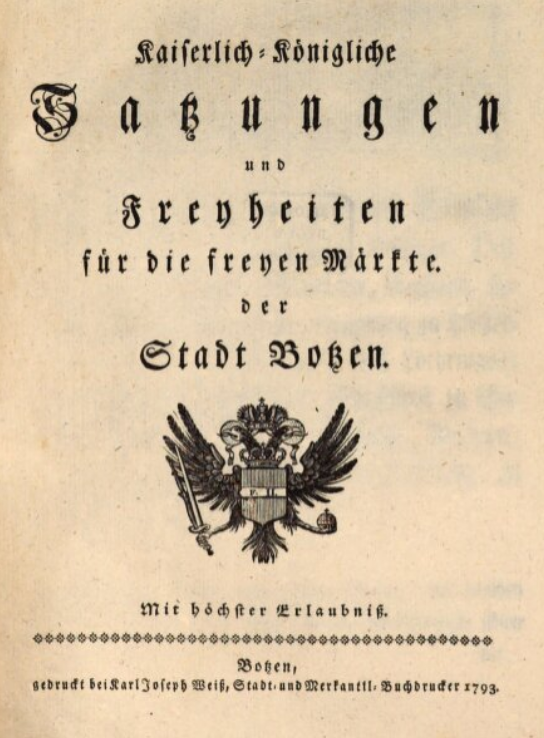
Kaiserlich-Königliche Satzungen und Freyheiten für die freyen Märkte der Stadt Botzen, verliehen von Kaiser Franz II. am 23. März 1793

Die Zeit der Bauernkriege ging auch an Bozen nicht spurlos vorüber. Im Mai 1525 wurden von den Aufständischen die örtliche Deutschordenskommende, das Kloster Gries sowie die jüdischen Pfandleiher geplündert, was nach Niederschlagung der Revolte durch Erzherzog Ferdinand zu ausgiebigen Reparationszahlungen im Folgejahr führte.

## Neuzeitliche Entwicklung

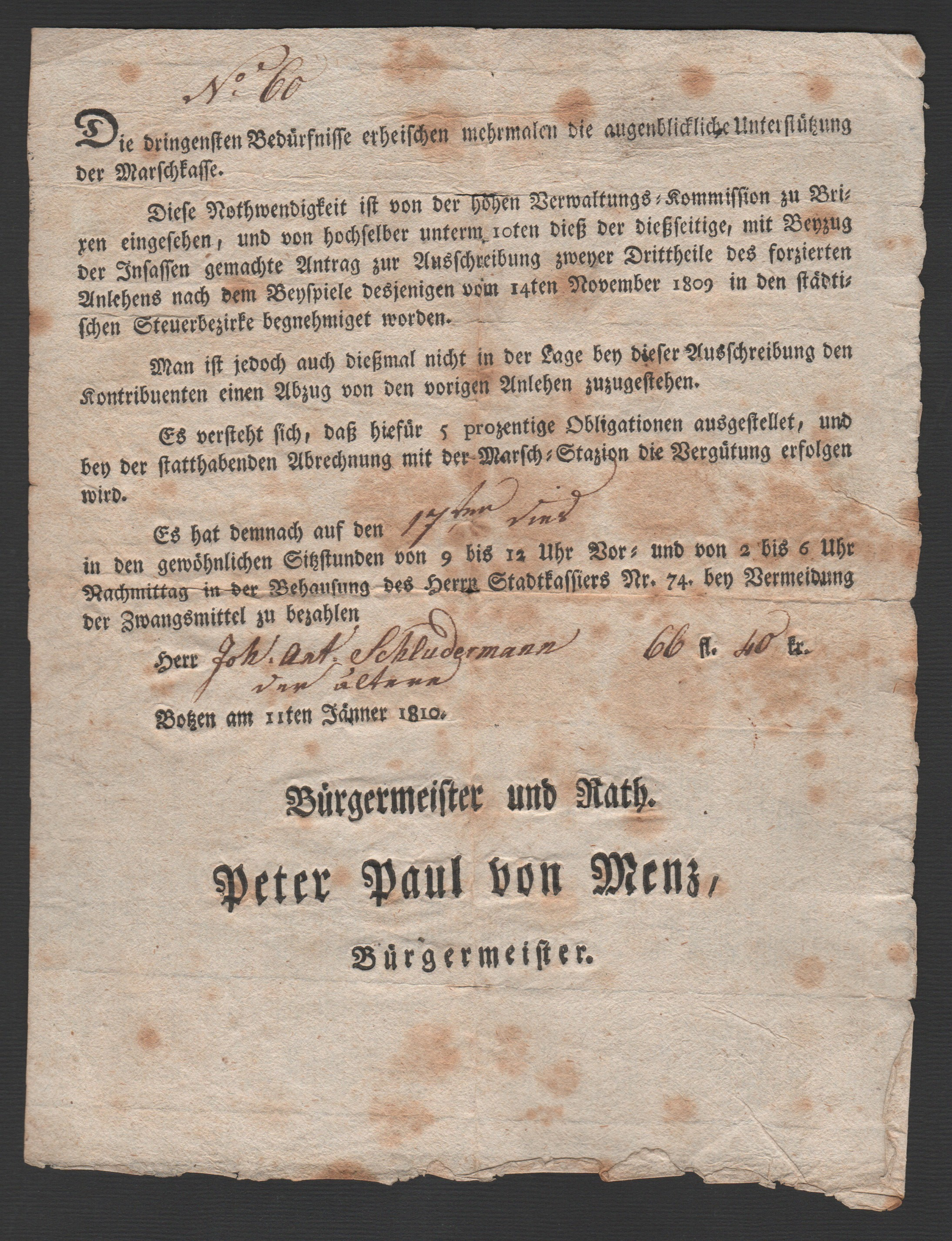
Obligation der Stadt Bozen vom 11. Januar 1810

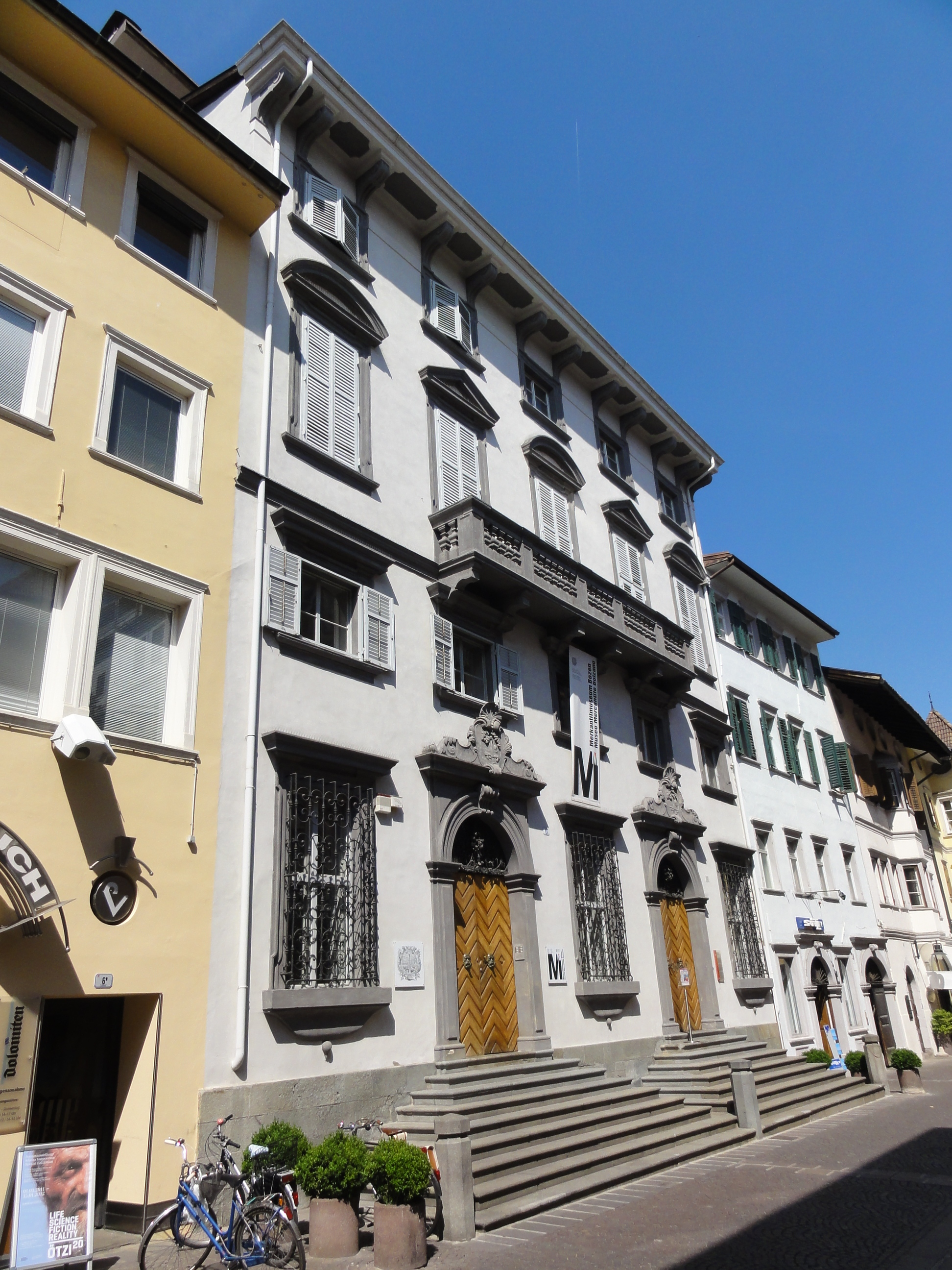
Merkantilmuseum: bedeutendstes Spätrenaissancegebäude der Stadt und Sitz des ehemaligen Merkantilmagistrates

1635 errichtete Erzherzogin Claudia von Medici den Merkantilmagistrat, ein bilateral deutsch-italienisch besetztes Sondergericht in Handelssachen. Auf diese Weise kam sie den italienischen Marktbesuchern entgegen, da diese Fälle somit der Zuständigkeit des Stadtgerichtes entzogen wurden, dessen alleinige Amtssprache Deutsch war. Damit machte die Tiroler Landesfürstin den Versuch Venedigs zunichte, durch die Schaffung einer ähnlichen Einrichtung in Verona (1630) die Bozner Märkte auszustechen. Im Jahr 1679 wurden die Mittenwalder Märkte nach Bozen zurück verlegt.
1805 fiel die Stadt im Zuge der Napoleonischen Umgestaltungen Europas an Baiern (Landgericht Bozen).
In den Jahren 1810–1814 gehörte Bozen vorübergehend zum napoleonischen Königreich Italien. In dieser Phase wurde der heutige Waltherplatz angelegt. Nach dem französisch-bayerischen Zwischenspiel kam die Stadt mit dem Wiener Kongress wieder zu Österreich.
Anfang des 19. Jahrhunderts waren die berühmten Bozner Messen zu Provinzmärkten herabgesunken, wie die Händlerliste vom Jahr 1817 erkennen lässt. 1849 waren schließlich nicht mehr große Fernhändler, sondern nur mehr kleine Landkrämer tätig, die um Pferdepeitschen, Sägeblätter, Nägel und Taschenmesser feilschten. Infolge dieses kaufmännischen Dahinwelkens kam es am 10. März 1851 zur Umbildung des Merkantilmagistrats in eine Handels- und Gewerbekammer. Die Jurisdiktionsbefugnisse gingen an den neu errichteten Gerichtsbezirk Bozen über.

## 2. Hälfte des 19. Jahrhunderts und bis zum Ersten Weltkrieg – die Bozner Gründerzeit

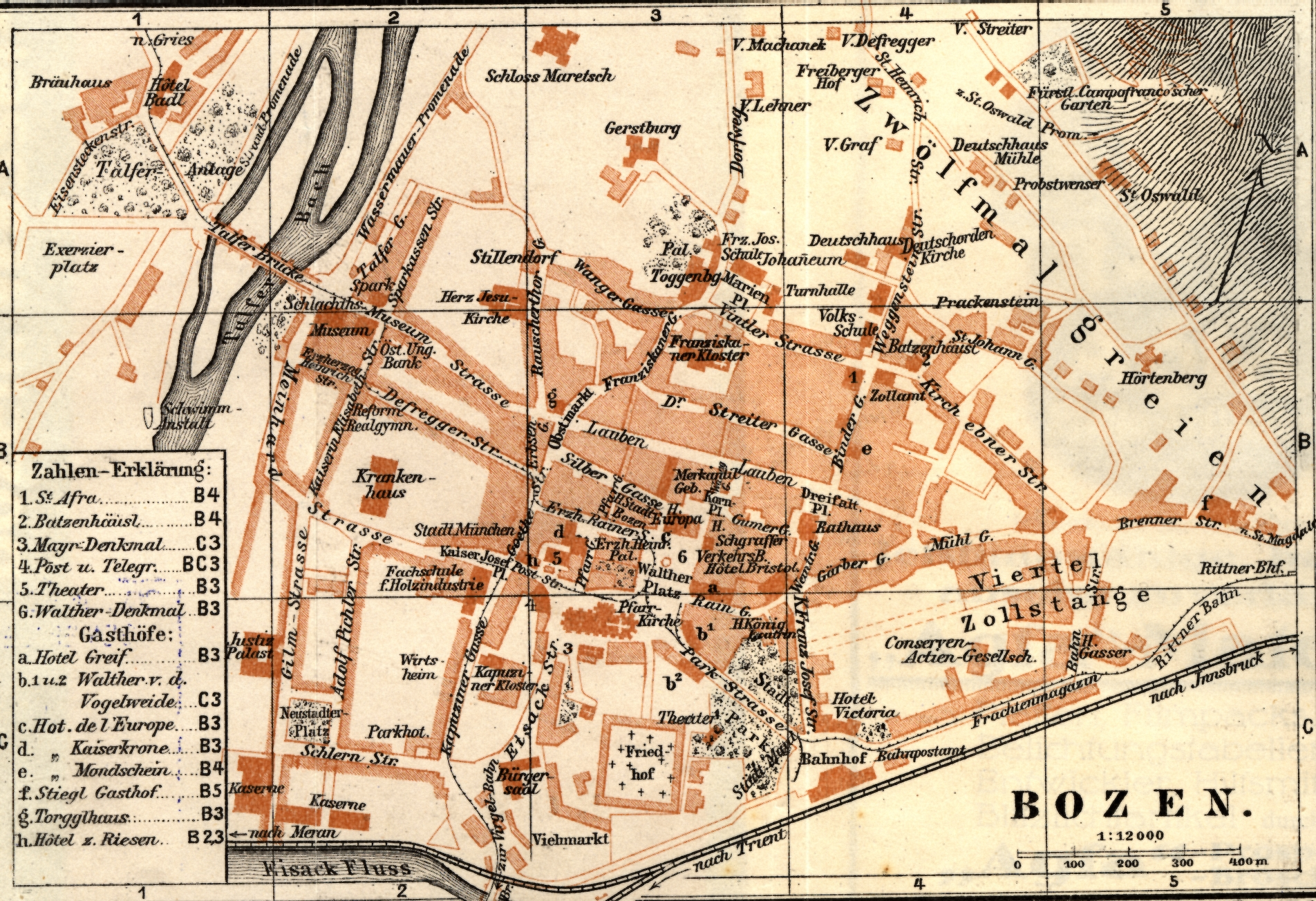
Stadtplan von Bozen aus Geuters Reiseführer von 1914

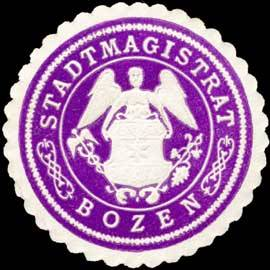
Siegelmarke des Stadtmagistrats Bozen aus der zweiten Hälfte des 19. Jahrhunderts

Nach der Revolution von 1848/49 und dem Beginn der Umgestaltung des Staates im liberalen Sinn brach für Bozen eine neue Zeit an. An ihrem Beginn steht die fast zehnjährige Amtsperiode des Bürgermeisters Dr. Joseph Streiter. Wichtiger Schrittmacher für die Erneuerung war die Anbindung Bozens an die überregionale Zugverbindungen, dank Anlage des Bahnhofs Bozen im Zuge der Errichtung der Bahnverbindungen nach Verona 1859 und über den Brenner 1867. An die Stelle des internationalen Handels trat nun immer stärker der Tourismus, der auch zum Bau von Hotels und zur Errichtung von Nahverkehrsverbindungen nach Kohlern, auf den Ritten und auf die Mendel anregte.
Einen großen Aufschwung nahm das Vereinswesen, in dem sich die vorwiegend nationalliberale Bürgerschaft organisierte, wie die Sektion Bozen des Deutschen und Österreichischen Alpenvereins, der Männergesangverein Bozen, der Museumsverein und der Turnverein Bozen 1862.
1874 wurde in Bozen ein Komitee gegründet, das sich für die Errichtung eines Walther von der Vogelweide gewidmeten Denkmals einsetzte. Mitglieder dieses Komitees waren insbesondere Vertreter des deutschgesinnten Bürgertums. Der nach Süden blickende Walther sollte das Grenzgebiet des deutschen zum italienischen Sprach- und Kulturraum markieren und verteidigen. Am 14. und 15. September 1889 wurde das Walther-Denkmal eingeweiht.
Am 25. Oktober 1884 entstand in Bozen der Wein-, Obst- und Gartenbauverein Bozen, der sich seinerseits auf seit 1838 bestehende Vorläuferorganisationen (Landwirtschaftsgesellschaften) zurückführen konnte und sich der Professionalisierung agrarwirtschaftlicher Produktion in Südtirol widmete.
1895 wurde Dr. Julius Perathoner, einer der wichtigsten Exponenten der Deutschfreiheitlichen Partei in Tirol, zum Bürgermeister gewählt. In seine Amtszeit fallen die Errichtung des Stadtmuseums (1905), des Theaters (1913–1918), der Straßenbahn nach Gries (1909) und Leifers, der Landesschützen- bzw. Kaiserjägerkaserne (1898), der Talferbrücke (1900), der Promenaden zu beiden Seiten der Talfer (1901–1905), der Volksschulen für Knaben (1911) und Mädchen (1908, heute Goetheschule), der Etschwerke (1898) und des neuen Rathauses (1907) sowie die Eingemeindung von Zwölfmalgreien (1911).

## 20. Jahrhundert

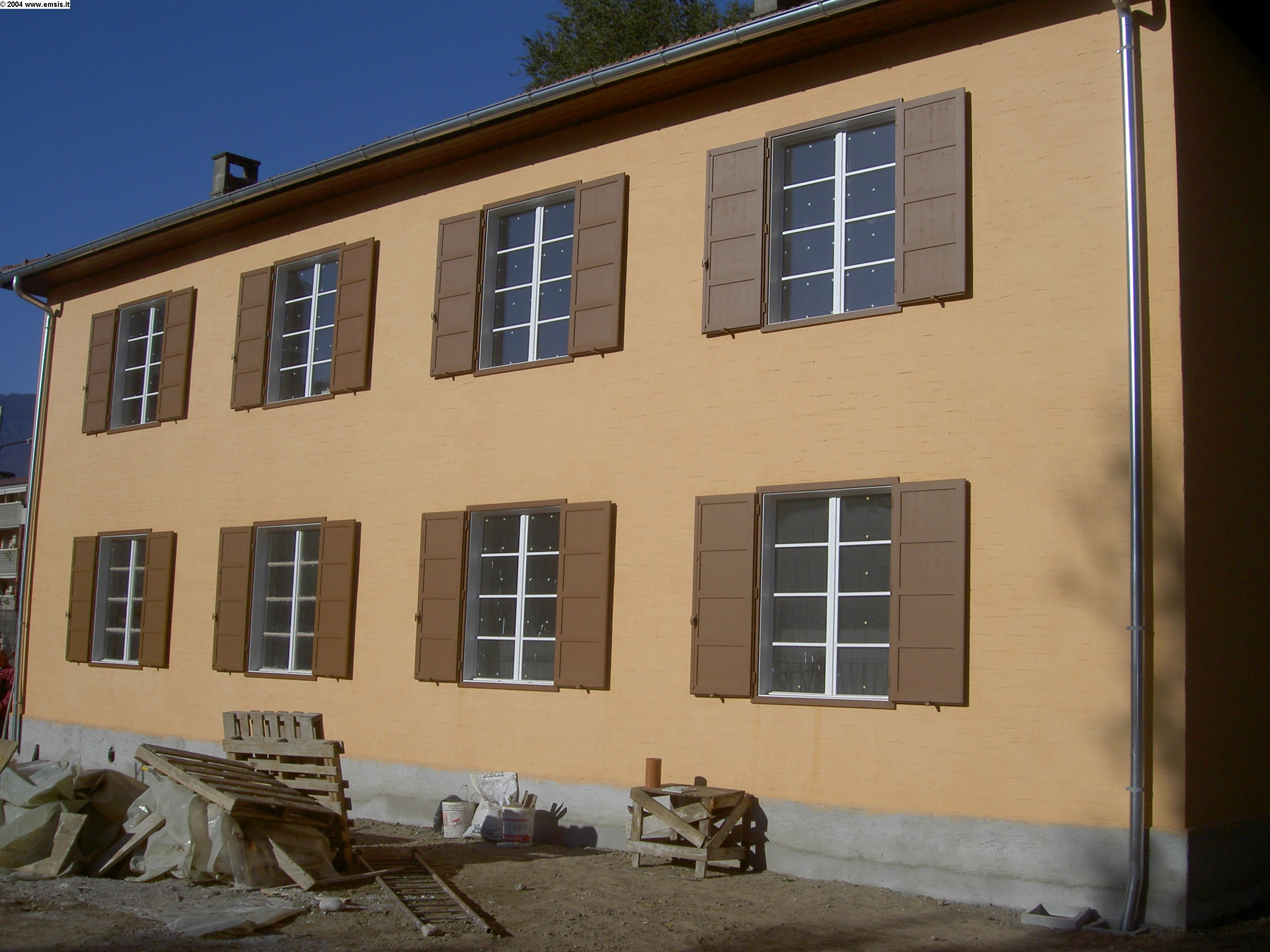
Semirurale-Gebäude aus den 1930er-Jahren

Während des Ersten Weltkriegs war Bozen wichtige Militärgarnison Österreich-Ungarns; Kaiserjäger und Landesschützen waren hier für die Südfront gegen Italien stationiert. Im Februar 1918 kam es zu italienischen Luftangriffen auf das Stadtgebiet, bei dem es mehrere Tote gab. Nach dem Sieg Italiens über Österreich-Ungarn im November 1918 und dem Zerfall der Donaumonarchie wurde Südtirol und damit auch Bozen zunächst von italienischen Truppen besetzt und 1919/20 gemäß den Bestimmungen des Vertrags von Saint-Germain annektiert. Nach den Ereignissen des Bozner Blutsonntags vom April 1921 organisierten die Faschisten im Oktober 1922 den Marsch auf Bozen, der gegen die deutsche Volksgruppe gerichtet war. In der Zeit des Faschismus wurden viele Italiener aus südlichen Regionen nach Bozen umgesiedelt, während zahlreiche deutschsprachige Bozner – wie in Südtirol allgemein – zwischen Auswanderung und rücksichtsloser Assimilierung wählen mussten (siehe dazu: Option in Südtirol). In der bis dahin überwiegend deutschsprachigen Stadt entstand eine italienischsprachige Bevölkerungsmehrheit.
Um die Italianisierung Südtirols voranzutreiben und den Italienern Arbeit zu geben, wurde in Bozen ab 1935/36 ein bedeutendes Industriegebiet mit stahlerzeugenden Betrieben errichtet; ihr hoher Energieverbrauch wurde durch den systematischen Ausbau der erheblichen Wasserkraftressourcen gedeckt. Die Einwohnerzahl wuchs sprunghaft an. Für die italienischen Einwanderer wurden auch Siedlungen im ländlichen Stil errichtet (sog. Semirurali, also „halbländliche Siedlungen“), die nach den Vorgaben des faschistischen Ruralismus häufig über Gärten verfügten. Die Majorisierungspolitik wurde auch von der Republik Italien nach dem Krieg bis zur Gewährung einer weitreichenden Autonomie Südtirols fortgesetzt, so dass heute über 70 % der etwa 100.000 Einwohner italienischer Muttersprache sind. Als deutlich sichtbares Zeichen der Italianisierung und des Sieges im Ersten Weltkrieg über Österreich-Ungarn errichtete die italienische faschistische Regierung 1928 mitten in der Stadt ein Siegesdenkmal in Form eines Triumphbogens sowie den Gerichtsplatz mit der Casa Littoria (heutiges Finanzamt). Zugleich wurden Denkmale und Gebäude, die als zu deutsch erschienen, entfernt oder umgebaut. So wurden das Walther-Denkmal vom Bozener Hauptplatz entfernt und in einen peripheren Park verlegt, der Turm des Stadtmuseums abgebrochen, der Bahnhof umgebaut und das Kaiserjägerdenkmal zugunsten des neuen Siegesdenkmals abgebrochen. Auf dem Gebiet der 1925 eingemeindeten ehemaligen Marktgemeinde Gries entstand ab der Mitte der 1930er-Jahre nach dem Generalbebauungsplan von Marcello Piacentini ein neues „Groß-Bozen“ im Stil des italienischen Rationalismus mit Magistralen und neuen Plätzen.

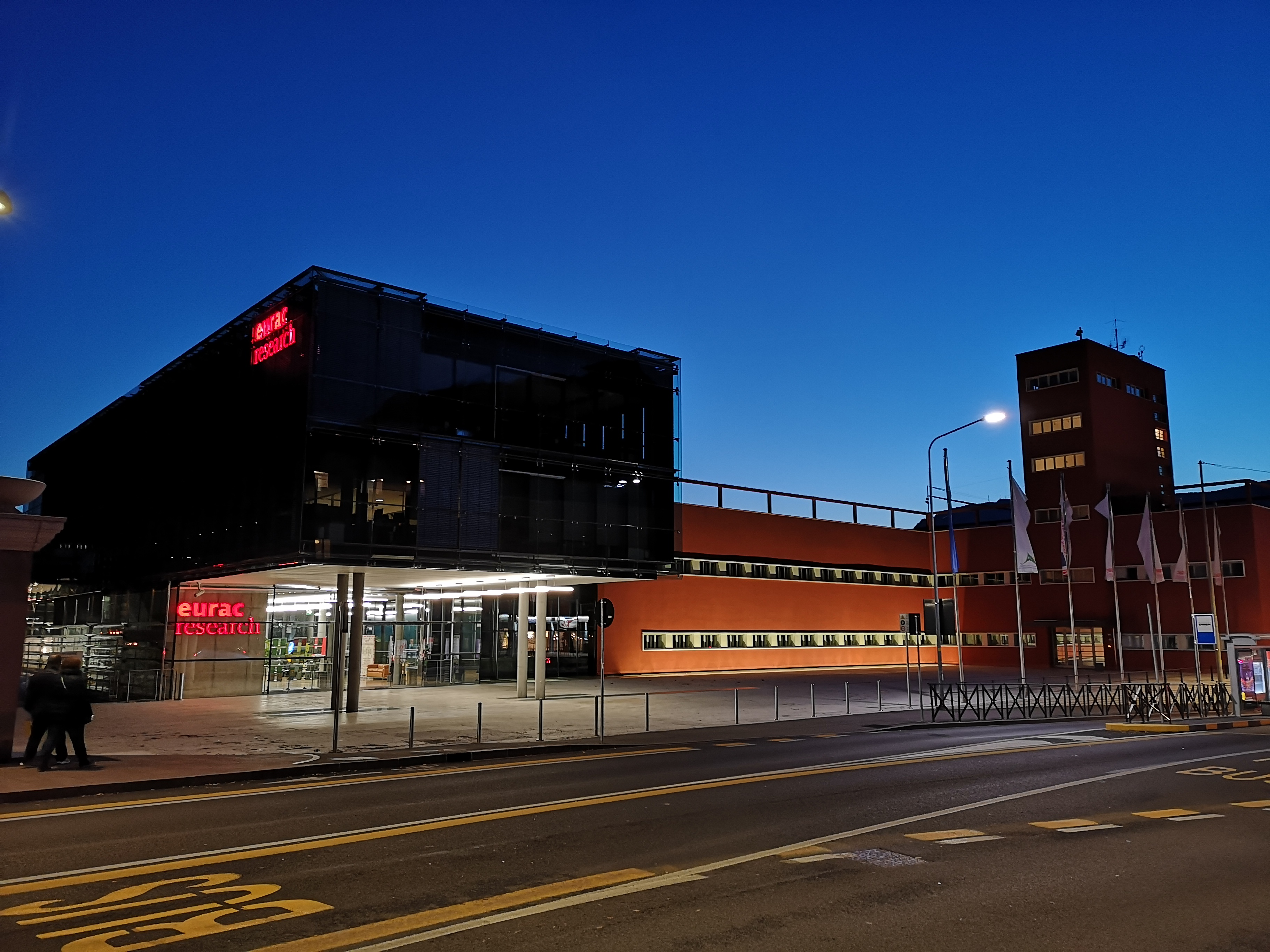
Das Forschungszentrum Eurac Research

Im Zweiten Weltkrieg prägte die deutsche Besatzung Bozen, das Hauptquartier der Operationszone Alpenvorland war. Hier errichteten die Nationalsozialisten das KZ Durchgangslager Bozen, Arrestort für an die 10.000 Insassen, darunter Südtiroler Sippenhäftlinge, und Ausgangspunkt von mindestens 13 Deportations-Zügen mit italienischen Juden und Widerstandskämpfern. Die Jahre 1943/45 führten im Altstadtbereich zu weitflächigen Zerstörungen, da Bozen zwischen dem 2. September 1943 und dem 28. Februar 1945 13 Mal von alliierten Luftstreitkräften bombardiert wurde, die insbesondere die Brennerbahn als zentrale deutsche Nachschublinie zerstören wollten; über die Hälfte des Baubestands war vom Luftkrieg betroffen, darunter mehrere Kirchen. Der erste Luftangriff, bei dem u. a. das Stadttheater und zahlreiche Straßenzüge des Altstadtbereichs getroffen wurden, forderte am 2. September 1943 insgesamt 7 Tote und 13 Verletzte, und der zweite Luftangriff folgte am 25. September 1943. Bei einem Luftangriff am 2. Dezember 1943 wurde die St. Oswald-Kirche völlig zerstört und nach dem Krieg nicht wieder aufgebaut. Bei dem ersten Großangriff am 15. Dezember 1943 wurde das Stadttheater erneut getroffen und jetzt vollständig zerstört, während viele historische Gebäude beschädigt wurden. Insgesamt kamen bei den Luftangriffen auf Bozen etwa 200 Einwohner ums Leben. 335 Gebäude wurden vollständig zerstört, 648 schwer und 1395 mittelgradig oder leicht beschädigt. Die Stadtpfarrkirche wurde bei zwei Luftangriffen am 13. Mai 1944 sowie am 16. Februar 1945 stark beschädigt.
Die frühe Nachkriegszeit war von umfassenden Wiederaufbauleistungen bestimmt, die sich zunächst nach den Plänen der Architekten Erich Pattis und Guido Pelizzari und ab den 1950er Jahren nach einem systematischen Bauleitplan richteten.
1964 wurden die Grenzen der katholischen Diözese Brixen so abgeändert, dass ihr auch der ursprünglich zur Diözese Trient rechnende Raum Bozen eingefügt wurde und die neue Diözese Bozen-Brixen nunmehr ganz Südtirol umfasste. Bozen rückte damit zum Bischofssitz auf, und südlich der nunmehrigen Dompfarrkirche entstand 1997 das neue Diözesan- und Pastoralzentrum nach Entwurf des Architekten Othmar Barth.
Mit dem 1992 begründeten interdisziplinären Forschungszentrum Eurac Research und der 1997 ins Leben gerufenen Freien Universität Bozen setzte Bozen kurz vor der Jahrtausendwende wissenschaftspolitische Wegmarken.

## 21. Jahrhundert

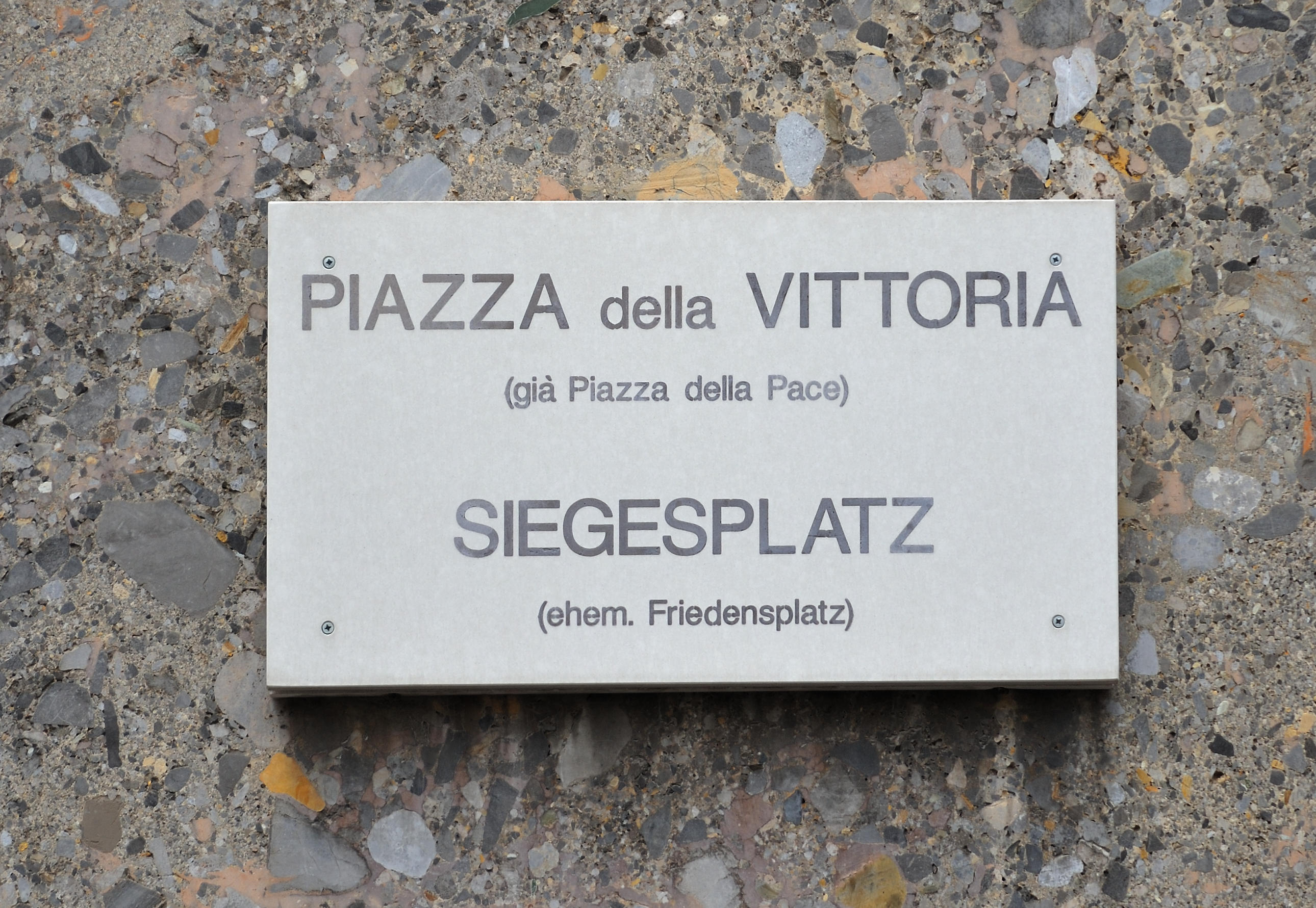
Siegesplatz (früher Friedensplatz)

Das Zusammenleben der beiden dominanten deutsch- und italienischsprachigen Volksgruppen verläuft auch heute noch nicht immer problemlos und ist manchmal spannungsgeladen. Eine der jüngeren Auseinandersetzungen betraf die Benennung des Siegesplatzes, auf dem das sogenannte Siegesdenkmal steht. Er wurde von der Bozner Gemeindeverwaltung zunächst in Friedensplatz umbenannt, um damit einen Stein des Anstoßes zu beseitigen. Daraufhin initiierten einige italienische Parteien, mit an vorderster Front die postfaschistische Alleanza Nazionale, eine Volksbefragung – mit dem Ergebnis, dass aufgrund des Abstimmungsverhaltens der italienischen Mehrheitsbevölkerung der Friedensplatz 2003 wieder in Siegesplatz zurückbenannt werden musste.
Im November 2005 musste die Wahl des Bürgermeisters und Gemeinderats wiederholt werden, nachdem der im Mai (mit 50,1 %) gewählte Bürgermeister Giovanni Benussi, der einer Rechtskoalition vorstand, keine Mehrheit im Gemeinderat aufbringen konnte. Daraufhin kam es zum Wahlsieg einer Mittelinkskoalition unter Bürgermeister Luigi Spagnolli. Diese regierte bis 2015 und wurde 2016 von einer neuen Koalition von Mitte-Links und SVP unter Bürgermeister Renzo Caramaschi abgelöst.

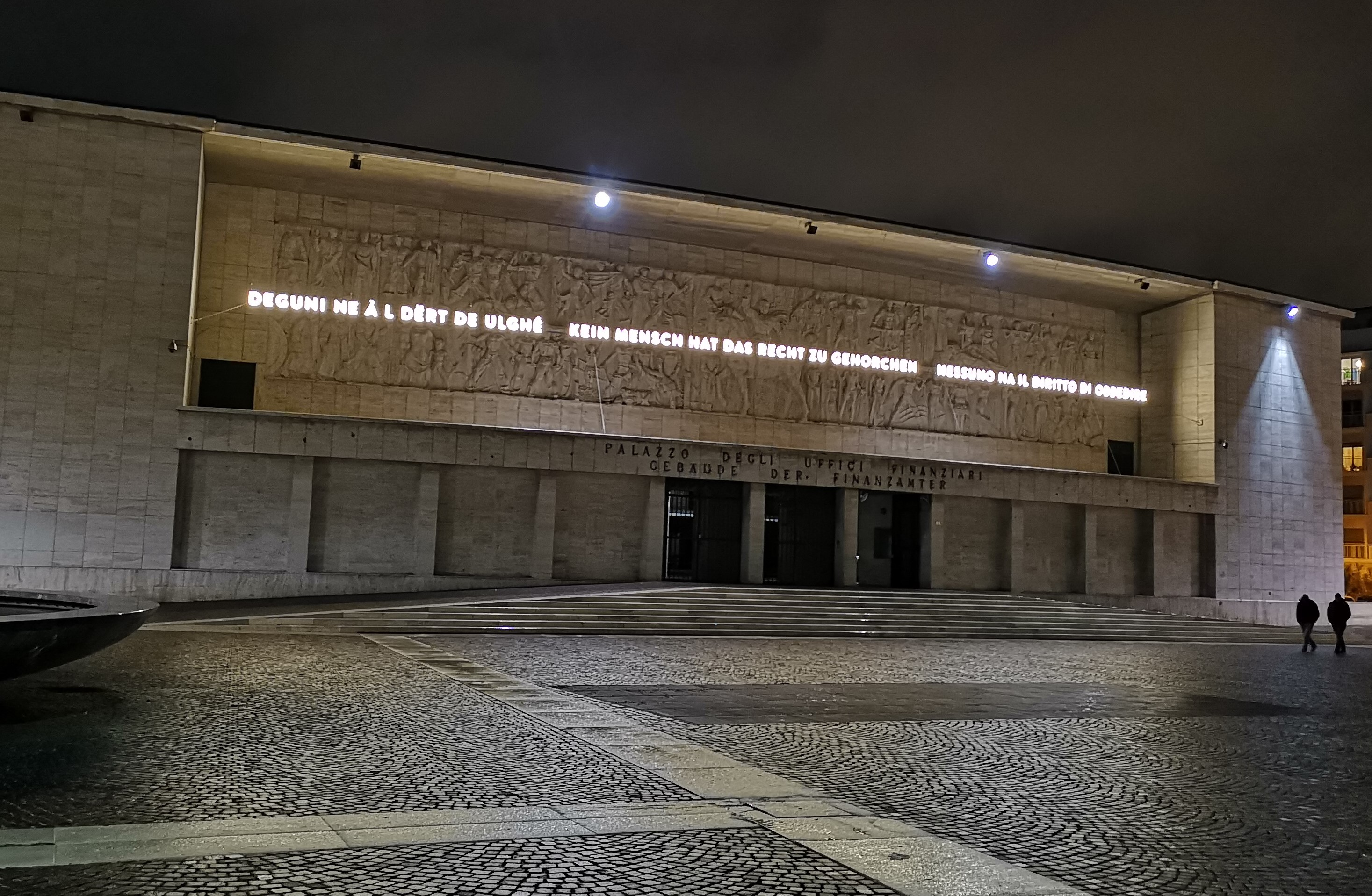
Die am Relief angebrachte des ehemaligen faschistischen Parteisitzes angebrachte Leuchtschrift mit dem Hannah-Arendt-Zitat

In den Jahren 2014–2017 gelang es, mit dem Siegesdenkmal und dem ehemaligen faschistischen Parteisitz zwei monumentale bauliche Hinterlassenschaften der Zeit der Diktaturen zu historisieren. 2015 wurden erstmals in Bozen Stolpersteine zum Gedenken an die jüdischen Opfer des Holocaust verlegt.

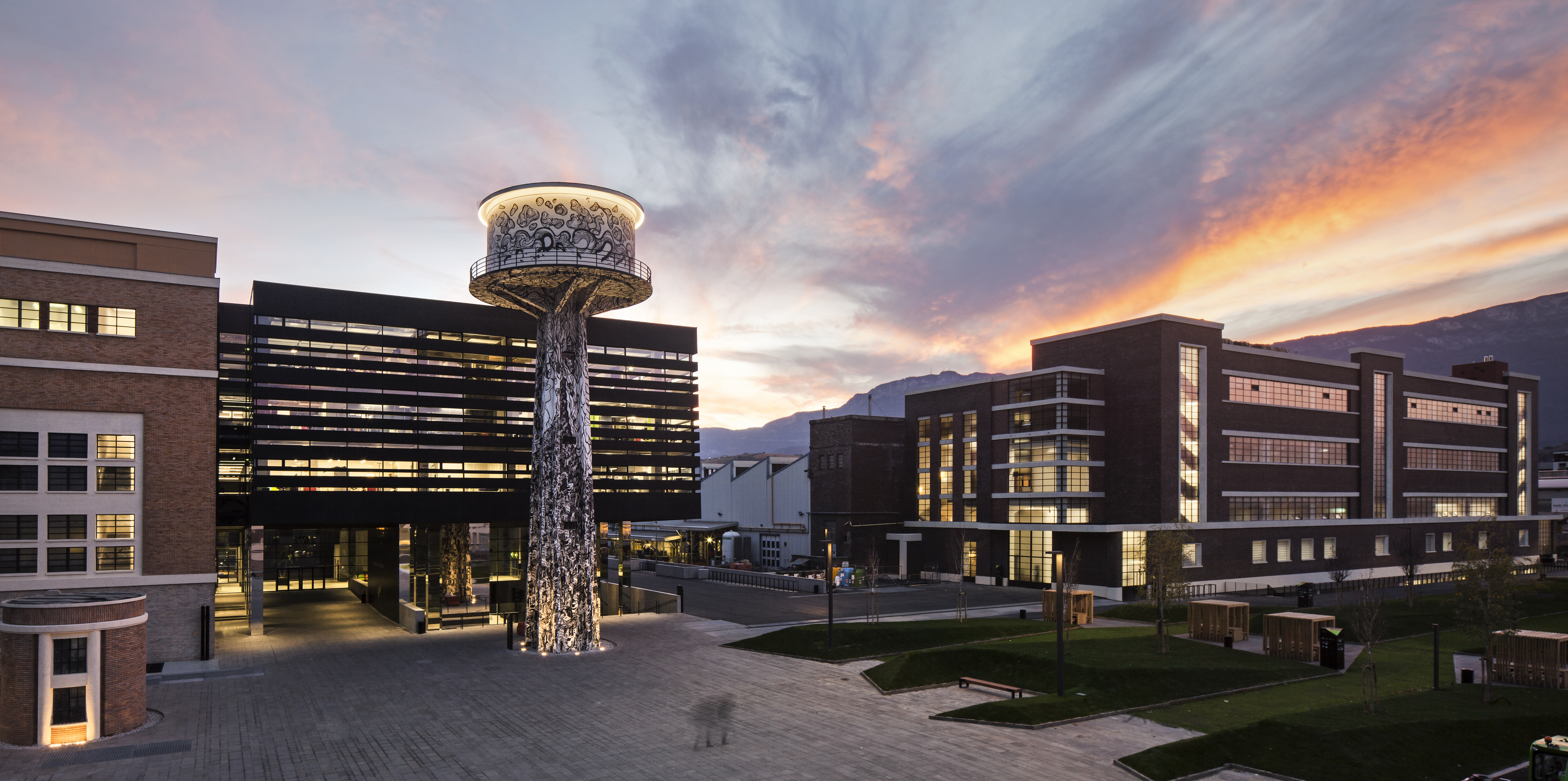
Der Technologiepark Bozens

Im Industriegebiet Bozens entstand 2017 mit dem NOI Techpark Südtirol/Alto Adige ein neuer Technologie- und Wissenschaftspark.
2018 wurde in Zentrumsnähe, im Areal zwischen Bahnhof und Waltherplatz, mit dem Bau des großflächigen Waltherparks begonnen, der als Stadterneuerungsprojekt angelegt ist. Ein weiteres Großvorhaben ist im Bahnhofsareal geplant.
2022 wurde Bozen, angesichts von dessen erinnerungskulturellen Bemühungen, vom italienischen Innenministerium zur Stadt der Erinnerung erklärt.